# 가치주
가치주는 현재의 성장속도는 다소 늦더라도, 주식의 가격이 현재 기업의 가치에 비해 저평가 된 주식을 말한다. 이는 현재 가치에 비해 미래의 수익률이 높을 것이라고 예상되는 성장주와는 대조되는 개념이다. 가치주는 주가지수가 객관적인 지표 등이 아닌 단순히 투자자들의 심리적인 이유로 인해 침체되는 시기에 주로 생겨난다.